# Halikarnas
Halikarnas (starogrško starogrško Ἁλικαρνᾱσσός: Halikarnassós ali starogrško Ἀλικαρνασσός:  Alikarnassós, turško Halikarnas) je bil antično grško mesto v sedanjem Bodrumu v Turčiji. Mesto je stalo v jugozahodni Kariji v  slikovitem Keramičnem zalivu  (grško starogrško Κεραμεικός κόλπος: Keramikόs kόlpos), sedanjem Gökovskem zalivu (turško  Gökova Körfezi). V mestu je stal slavni Mavzolov mavzolej, zgrajen v letih 353-350 pr. n. št., eno od sedmih čudes antičnega sveta. Mesto je do Aleksandrovega obleganja in osvojitve leta 334 pr. n. št. pripadalo perzijskemu Ahemenidskemu cesarstvu. 
Halikarnas je sprva obsegal  samo majhen bližnji otok Zefirija. Enako se je imenovalo  tudi naselje, na katerem zdaj stoji velik Grad sv. Petra, katerega so leta 1404 zgradili Rodoški vitezi. Otok se je sčasoma povezal s celino in se vključil v staro leleško in karijsko mesto Samacis.

## Zgodovina

### Mikenci
V bližnji Musgebi ali Muskebi (Ortakent) so odkrili več kot štirideset mikenskih grobov. Turški arheolog Yusuf Boysal trdi, da so iz obdobja od konca 15. stoletja pr. n. št. do leta 1200 pr. n. št. in dokazujejo prisotnost mikenskih naselbin. Bogata zbirka  artefaktov iz teh grobov je razstavljena v bodrumskem gradu. Najdbe so pripomogle k določanju meja  starodavne pokrajine ali kraljestva Arzava, ki se je v pohetitskem obobju preimenovala v Lidijo, in Ahijave (Ahaje).

### Zgodnja zgodovina
Ustanovitev Halikarnasa je zaradi različnih izročil še vedno predmet razprav. Vsi zgodovinarji se kljub temu strinjajo, da je bila na tem mestu najprej dorska kolonija. Trditev dokazujejo podobe Meduze, Atene ali Pozejdona in trizoba na njihovih kovancih. Njihovi matični mesti sta bili  Troizena in Argos. Strabon omenja, da so prebivalci za legendarnega ustanovitelja sprejeli Pozejdonovega sina Antesa in mesto s ponosom imenovali Anteade. Iz napisov je razvidno, da so Karijci mesto imenovali Alosōkarnosō. 
Halikarnas je bil v zgodnjem obdobju član Dorskega heksapolisa, v katerem so bili poleg Halikarnasa še otok Kos, Knidos na maloazijski obali ter Lindos, Kameiros in Ialisos na Rodosu. Ko je halikarnaški meščan Agasikles odnesel domov trizob, ki so ga podeljevali zmagovalcem Triopskih iger, namesto da bi ga posvetil Triopskemu Apolonu, kot je bilo v navadi, so Halikarnas izključili iz heksapolisa. V zgodnjem 5. stoletju je bil Halikarnas pod oblastjo Artemizije I. Karijske, znane tudi kot Artemizija Halikarnaška, ki je zaslovela kot poveljnica v pomorski bitki pri Salamini leta 480 pr. n. št.. O njenem sinu in nasledniku Pisindalisu ni veliko znanega.  Bolj znan je njegov neslavni naslednik Ligdamis,  ki je dal usmrtiti pesnika Panjasisa in prisilil Herodota, verjetno najbolj znanega Halikarnasca, da je okoli leta 457 pr. n. št. zapustil rodno mesto. 

### Hekatomnidi
Ko so Malo Azijo osvojili Perzijci, je Karija postala perzijska satrapija. Njen satrap je postal  Hekatomen, ki je imel de facto položaj kralja. Vladal je od leta 404 do 358 pr. n. št. in ustanovil Hekatomnidsko dinastijo. Imel je tri sinove - Mavzola, Idrieja in Piksodarja, ki so ga nasledili kot karijski suvereni, in dve hčerki – Artemizijo in Ado, ki sta bili poročeni s svojima bratoma Mavzolom in Idriejem.
Mavzol je prestolnico Karije preselil iz Milase v Halikarnas.  V Halikarnasu so med njegovo vladavino  poglobili  mestno pristanišče in iz izkopanega peska zgradili valobrane, tlakovali ulice in trge in zgradili hiše za meščane. Ob pristanišču so zanj zgradili veliko utrjeno palačo, iz katere je bil dober razgled na morje in kopno v smereh, iz katerih bi jih lahko napadli. Zgradili so tudi stražni stolp, gledališče in tempelj grškega boga vojne Aresa.
Mavzol in Artemizija sta velik del davkoplačevalskega denarja porabila za krašenje mesta in postavila kipe, templje in zgradbe iz blestečega marmorja. Ko je Mavzol leta 353 pr. n. št. umrl, je njegova žena, sestra in naslednica Artemizija II. Karijska začela na vzpetini nad mestom  graditi zanj in zase mogočno grobnico. Umrla je leta 351 pr. n. št.. Ciceron trdi, da zaradi žalosti. Plinij starejši piše, da so po njeni smrti gradnjo nadaljevali in jo dokončali leta 350 pr. n. št.. Njegova grobnica je postala znana kot mavzolej in je bila ena od sedem čudes starega veka. 
Artemizijo je nasledil brat Idriej, njega pa po njegovi smrti leta 344 pr. n. št. žena in sestra Ada.  Adino oblast je leta 340 pr. n. št. uzurpiral brat Piksodar. Po njegovi smrti leta 335 pr. n. št. je oblast prevzel  njegov zet s perzijskim imenom Orontobat, kateremu je položaj karijskega satrapa podelil cesar Darej III.. 

### Aleksander Veliki in Ada Karijska
Ko je Aleksander Veliki leta 334 pr. n. št. prišel v Karijo, mu je Ada Karijska predala svojo trdnjavo Alinda. Po osvojitvi Halikarnasa je oblast v Kariji vrnil Adi, ona pa ga je v zameno  posinovila in mu s tem zagotovila nasledstvo. Halikarnas je bil po obleganju in umiku Perzijcev požgan. Mestne citadele Aleksander ni mogel  osvojiti, zato jo je blokiral in nadaljeval pohod proti vzhodu. Ostanki citadele in obrambnega jarka  so zdaj ena od bodrumskih turističnih zanimivosti. 

### Kasnejša zgodovina
Malo kasneje so meščani od Aleksandrovega naslednika Ptolemaja dobili v dar gimnazium, zato so njemu v čast zgradili stoo. Med egiptovsko nadoblastjo je leta 268 pr. n. št. halikarnaški meščan Hermij postal neziarh Neziotske zveze na Kikladih.
Halikarnas si po Aleksandrovem obleganju ni več opomogel. Cicero (106-43 pr. n. št.) ga opisuje kot skoraj  zapuščeno mesto.
Krščanska in kasneje islamska zgodovina mesta se je nadaljevala v Bodrumu.

## Slavni meščani
- Artemizija I. (480 pr. n. št.), halikarnaška tiranka, udeleženka bitke pri Salamini
- Herodot (okoli  484 – okoli 425 pr. n. št.), grški zgodovinar
- Dionizij (1. stoletje pr. n. št.), zgodovinar in učitelj retorike
- Elij Dionizij (2. stoletje pr. n. št.), grški retorik in glasbenik